# Valeria Castro
Valeria Castro (Montevideo, 1988) es una desarrolladora y productora de videojuegos.

## Trayectoria profesional
Nacida en Uruguay y criada en Elche, Alicante (España), Valeria ha sido una apasionada de los videojuegos desde temprana edad. Tras licenciarse en Publicidad y especializarse en diseño gráfico e ilustración, se mudó a Colonia (Alemania) para trabajar como diseñadora UI/UX, trabajo que más adelante le daría la oportunidad de trabajar en Beijing (China) como Lead Designer.

Con 24 años vuelve a España y se instala en Madrid para cursar un Máster de Informática gráfica, juegos y realidad virtual, estudios que compagina con su trabajo como productora en Bitoon Games, una de las empresas de videojuegos más grande de España. Tras supervisar a un equipo de desarrollo 100% masculino, decide, a los 26 años, crear su propia empresa.
"Yo siempre he tenido claro que quiero mandar. A mí me gusta gestionar cosas. Lo juegos de gestión son mis favoritos".
En 2015 fundó Platonic Games, con el objetivo de hacer juegos para móviles, con una estética kawaii, y más diversos y accesibles. Platonic Games, con sede en Madrid, se convirtió en uno de los estudios indie más grandes de España. Su equipo es diverso, y cuenta con una mayoría de mujeres en plantilla. En 2016 acepta un puesto como profesora de Producción en la Universidad de Tecnología y Arte Digital.
Sus juegos han sido galardonados por grandes empresas como Google, y Apple, gracias a lo cual ha sido ponente e invitada en eventos y conferencias internacionales organizados por Women in Games y Google Play Games. La revista nacional DeVuego la nombró Diseñadora del Año 2017 como reconocimiento por su trabajo en el título 'Symmetry'. La revista Mujeres a Seguir la nominó en 2018 en la categoría de Tecnología.
En 2019 fue elegida presidenta de DEV, asociación de empresas desarrolladoras de videojuegos tanto españolas como internacionales con sede en España.

## Premios y reconocimientos
- En 2017. Mejor diseñadora.[17]
- En 2018. Premio MAS en tecnología.[18]